# Watzel
Watzel ist ein Ortsteil der Ortsgemeinde Heckenbach im Landkreis Ahrweiler in Rheinland-Pfalz.

## Geschichte

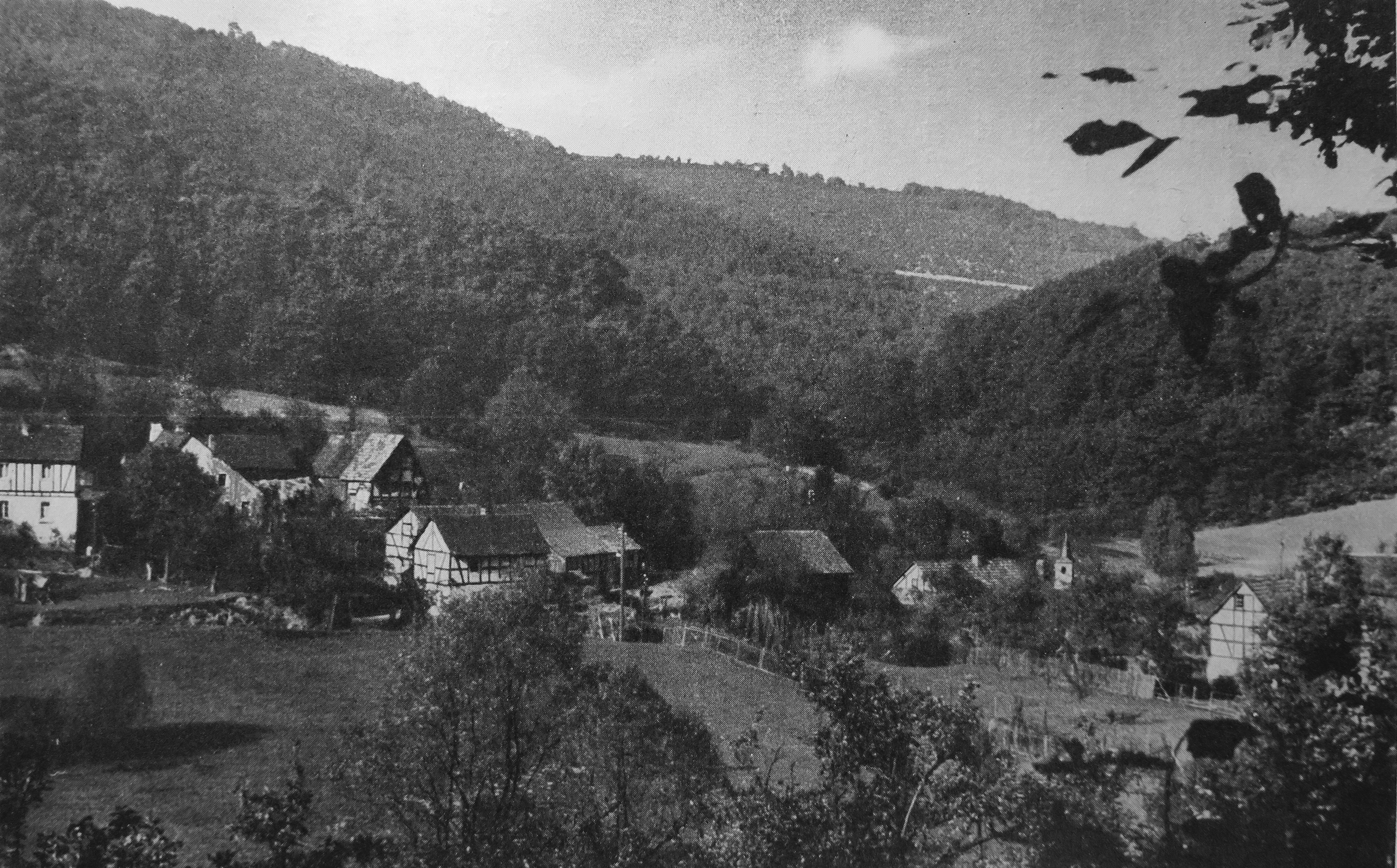
Watzel vor der Einrichtung des Luftwaffenübungsplatzes

Watzel wird in alten Urkunden unter dem Namen Wattindal oder Walzindal genannt.
Unter französischer Herrschaft wurde das Heckenbachgebiet zum Arrondissement Bonn und zur Mairie Virneburg gezählt. Ab 1815 wurde die Gemeinde Heckenbach mit den Ortschaften Oberheckenbach, Niederheckenbach, Watzel, Fronrath und Cassel dem Kreis Ahrweiler zugeteilt.
Watzel besaß eine Kapelle, die 1862 errichtet wurde und Mariä Heimsuchung geweiht war. Nach dem Zweiten Weltkrieg war die Kapelle sehr verfallen und wurde 1954 endgültig abgetragen.
Im Jahr 1939 wurde Watzel zusammen mit elf weiteren Dörfern bei der Anlegung des Luftwaffenübungsplatzes Ahrbrück zwangsgeräumt und in der Folge zerstört. Ab 1950 begann die Wiederbesiedlung des Ortes mit Siedlern aus dem Ermland. Seit 1960 ist Fronrath Ortsteil der neuen Gemeinde Heckenbach.

## Belege
1. 1 2  Josef Ruland: 1200 Jahre Ländchen Heckenbach. 14. Mai 1972, abgerufen am 10. Juni 2023.
2. ↑  Ernst Karl Plachner: Eifelland: Vom Kesselinger Wiesental zur hohen Acht. Kollbach Verlag, 1998.
3. ↑  Manfred Kowalinski: 1200 Jahre Niederheckenbach. Roland-Druckerei, Cochem 1972.
4. ↑  Jakob Rausch: 150 Jahre Kreis Ahrweiler, Heimatjahrbuch 1966 des Kreises Ahrweiler (Online-Ausgabe)